# Une femme, Camille Claudel
Une femme est un roman biographique d'Anne Delbée sur la sculptrice Camille Claudel publié en 1982 aux Presses de la Renaissance et ayant reçu le Grand prix des lectrices de Elle.
C'est grâce à ce livre qu'a été révélé la vie de Camille Claudel. Plusieurs fois réédité, le livre a été traduit en 27 langues.

## Résumé
Sœur aînée de l'écrivain Paul Claudel, Camille a connu un destin hors du commun en tant que femme et en tant qu'artiste. Âgée de dix-sept ans elle rêve d'être sculpteur, c'est alors inconcevable et scandaleux. Or, Camille se lance dans l'aventure jusqu'à sa rencontre avec Auguste Rodin qui accepte de la prendre comme élève, avant de devenir son amant. Suivent quinze années d'une liaison passionnée. Camille mourra en 1943 à l'asile de Montdevergues, après un internement de trente ans, laissant une œuvre considérable, puissante visionnaire.

## Éditions
- Presses de la Renaissances, 1982,  (ISBN 9782856162422)
- Librairie Générale Française, 1984,  (ISBN 9782253034926)
- Éditions Fayard, 1998,  (ISBN 9782213601212)[2]

## Adaptations
Le texte est utilisé par Bruno Nuytten pour son film Camille Claudel avec Isabelle Adjani et Gérard Depardieu en 1988.
Le texte fut adapté plusieurs fois au théâtre notamment par Anne Delbée elle-même, sous le titre de Requiem pour Camille Claudel au Théâtre de la Contrescarpe.